# Casa Gralla

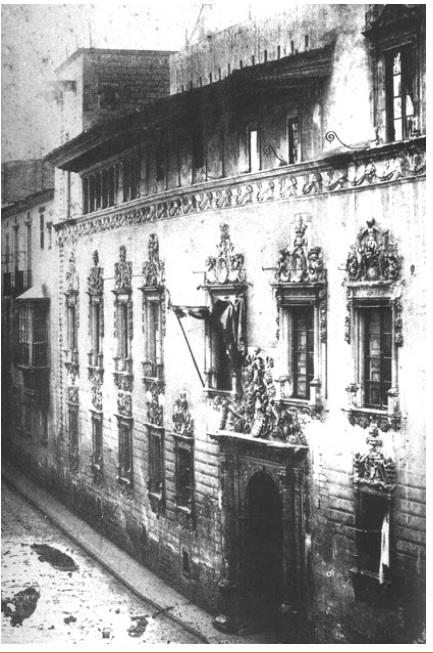
La Casa Gralla en 1855, en una de las pocas fotografías existentes

La casa Gralla fue un palacio de estilo renacentista situado en la calle Portaferrissa de Barcelona. Comenzada en el siglo XIV para ser la residencia barcelonesa de los Desplà, señores de Alella, familia que en el siglo XVI van a entroncarse con los Gralla y sucesivamente con los marqueses de Aitona y los duques de Medinaceli; se convirtió en uno de los edificios señoriales más importantes de la ciudad. Pese a todo el reconocimiento y elogios que recibió por parte de escritories antiguos, viajeros ilustrados y de cronistas locales, fue demolida en 1856. Los únicos restos que se conservan constituyen el patio de la casa Gralla ubicado actualmente en Hospitalet de Llobregat.

## Historia
La casa Gralla no fue edificada desde cero y en una sola etapa de obras. La documentación conocida, muy escasa y fragmentada, ha hecho deducir a los historiadores que el edificio, a partir de un primer núcleo antiguo del siglo XIV, acumuló un número indeterminado de ampliaciones y de remodelaciones, hasta que las construcciones sucesivas, quizá a finales del siglo XV y en todo caso ya en el siglo XVI, van a acabar transformándolo en la residencia suntuosa y de aspecto unitario que va a pasar a la posteridad.
Parece que el origen del palacio proviene de la adquisición de Pere Desplà en 1306 de una propiedad situada en la céntrica calle de Portaferrisa de Barcelona. Los Desplà, aunque mantenían el señoría familiar de Alella, van a construir en este lugar una de las residencias privadas de más renombre de la ciudad, que en 1461 ya debía ser importante porque acogió a un huésped de tanta importancia como el príncipe de Viana. Más tarde, también residió en la casa el rey Fernando el Católico.
El primer episodio constructivo bien documentado data del 25 de noviembre de 1504: los maestros Mateu Capdevila y Antoni Carbonell "menor" capitularon obras con Miquel Joan de Gralla, el yerno y procurador del cabeza de familia Guerau Desplà i d'Oms. Verosímilmente, la residencia familiar ya había sido objeto de alguna campaña de obras anterior, sobre todo en la última década del siglo XV, con ocasión del matrimonio de la hija y heredera de Guerau, Anna Desplà i de Coberta, con el caballero leridano Miquel Joan de Gralla, alto funcionario real y maestre racional de Cataluña.
El siguiente periodo de actividad arquitectónica registrada en el edificio es posterior a la muerte de Guerau Desplà e impulsado por Miquel Joan de Gralla hacia 1517-18. Quizás arranca en este momento la fisonomía definitiva del palacio, que quedó asociado al linaje del nuevo cabeza de la familia. La campaña de obras coincidió con el reconocimiento el 30 de enero de 1517 de Miquel Joan de Gralla como caballero, concedido por la reina Juana I y su hijo Carlos, poco antes de la elección imperial del joven rey.
La cuestión de la autoría de la casa Gralla, tanto de los espacios y elementos arquitectónicos como de la decoración escultórica, es tan difusa como su cronología. Por ahora, los maestros documentados cuya intervención parece indiscutible, así como imprecisa, se limitan a muy pocos nombres: a los maestros de obra Mateu Capdevila, Antoni Carbonell "menor" y Gabriel Pellicer, por un lado, y al escultor Pedro Fernández, por otro. Una hipótesis no confirmada atribuyó la decoración de la fachada a Damià Forment, que también habría realizado la decoración de la casa Dusai, otro gran palacio barcelonés del siglo XVI, derribado en 1844.

## Demolición

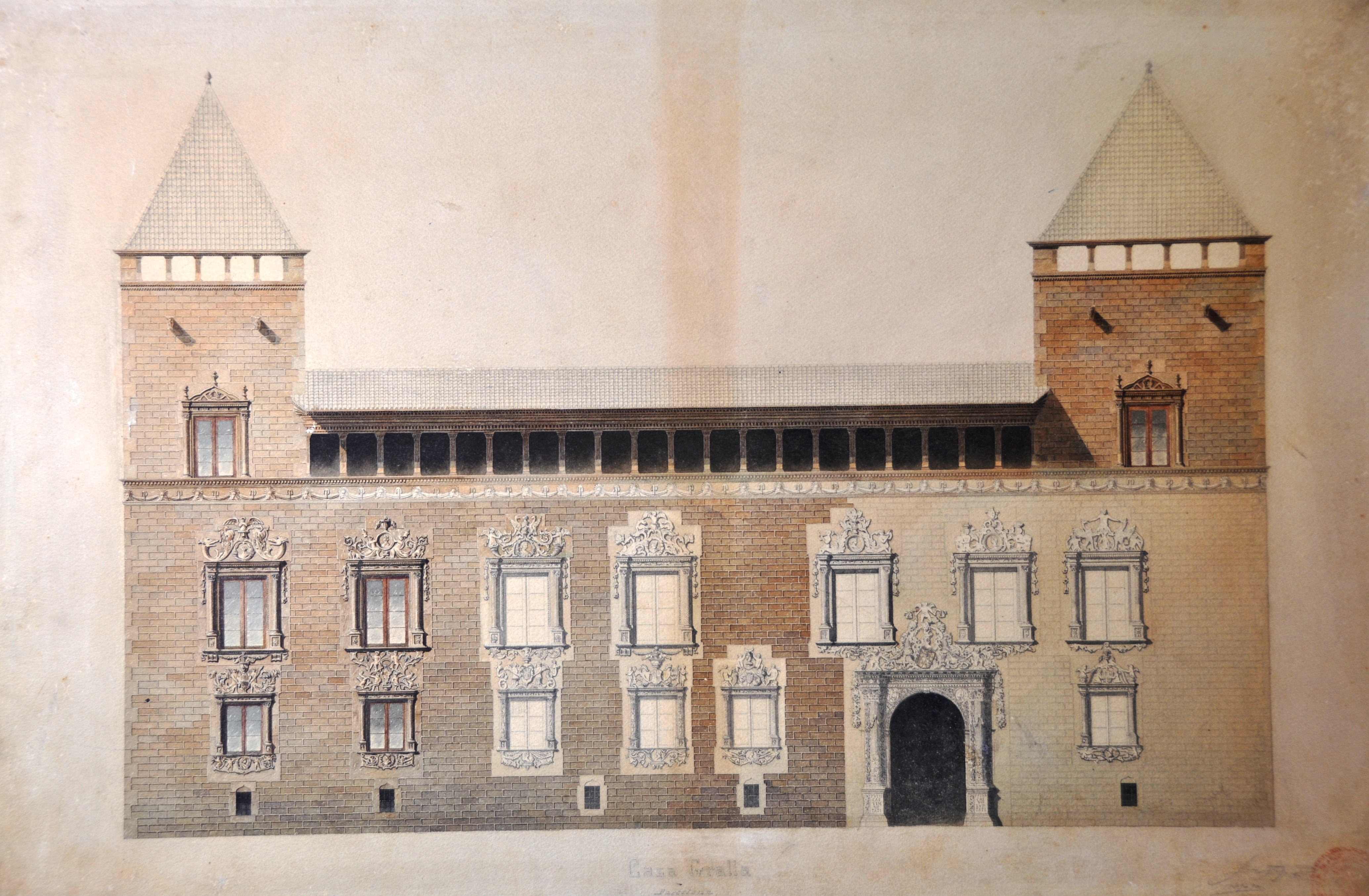
Dibujo de la Casa Gralla, por Joan Fatjó 1889-1890. MUHBA Museo de Historia de Barcelona

La que había sido espléndida mansión de los Gralla, unánimemente elogida por todos, a mediados del siglo XIX era propiedad del duque de Medinaceli, que la tenía en explotación -por alquiler, en gran parte al colegio de los "Señores de Loreto"-, pero en estricta dejadez y abandono. Pese a las advertencias de la prensa local y las protestas de personas y grupos sensibilizadas sobre el riesgo de una destrucción inminente, la casa fue derribada en 1856. El pretexto era conectar directamente la calle de la Canuda con la de Portaferrissa, aunque eso implicaba pasar por en medio de la casa Gralla y que por tanto tenía que derribarse. El solar de la desaparecida casa Gralla fue ocupado por la actual calle del Duc y por edificio como la casa Jover, construida en 1857 por el arquitecto Josep Oriol Mestres con un diseño de los ornamentos evocadores del monumento histórico al que sustituía.
En el año 2016 una exposición organizada por el Museo de Historia de Barcelona reconstruía el periplo de este monumento.